# Juvignac
Juvignac é uma comuna francesa na região administrativa da Occitânia, no departamento de Hérault. Estende-se por uma área de 10.83 km², e possui 11.363 habitantes, segundo o censo de 2018, com uma densidade de 1.000 hab/km².